# Ingolf Ståhl
Ingolf Ståhl, född 1940, är en svensk ekonom och professor emeritus vid Handelshögskolan i Stockholm.
Ståh
l disputerade vid Handelshögskolan i Stockholm 1972 på doktorsavhandlingen Bargaining theory och blev därigenom ekonomie doktor (ekon.dr).
Ingolf Ståhl var professor i företagsekonomi med särskild inriktning mot datorbaserade applikationer av ekonomisk teori 1986-1988 och professor i företagsekonomi med särskild inriktning mot spelteori och förhandling 1988-2006, båda vid Handelshögskolan i Stockholm.